# Jacques Couraye du Parc
 (mars 2014).
 (avril 2014).
Si vous disposez d'ouvrages ou d'articles de référence ou si vous connaissez des sites web de qualité traitant du thème abordé ici, merci de compléter l'article en donnant les références utiles à sa vérifiabilité et en les liant à la section « Notes et références ».
Jacques Couraye du Parc, né à Granville le 4 avril 1644 et mort le 7 décembre 1723 à Granville, est un capitaine corsaire granvillais ayant participé à la guerre de la Ligue d'Augsbourg.[réf. nécessaire]

## Biographie
Fils de Jacques Couraye du Parc, capitaine de navire et de Marie Le Marié, il naît à Granville en 1644.[réf. nécessaire]
Il est capitaine de deux morutiers malouins : le Marchand (en 1678) et le Saint-Esprit (dont il est en partie propriétaire), de cent tonneaux chacun et qu'il mène à Chapeau-Rouge sur la côte sud de Terre-Neuve.[réf. nécessaire]
Pendant la guerre de la Ligue d'Augsbourg, il est capitaine et en partie propriétaire du Saint-André (cent trente tonneaux et douze canons) et une commission lui sera délivrée le 24 juillet 1692 "pour amener en guerre" son navire et le mener jusqu'à Chapeau-Rouge.[réf. nécessaire]
Début août 1692, il fait une première prise hollandaise de cent tonneaux qui est conduite à Brest, puis, le 14 août 1692, il capture la Jeanne (de Belfast), une barque de cinquante tonneaux chargée de soixante boucauts de tabac de Virginie qu'il vend 5 500 livres une fois arrivé à Chapeau-Rouge (Terre-Neuve).[réf. nécessaire]
Le 6 octobre 1692, il quitte Terre-Neuve avec dix-neuf quintaux de morue sèche achetés sur place et appareille pour Toulon et Marseille.[réf. nécessaire]
En janvier 1693, il "fait compagnie" avec le capitaine du François-d'Argouges François Le Feuvre des Près, pour retourner en Bretagne et "faire ensemble la course". Une tempête les surprend dans le golfe du Lion et le Saint-André dont le grand mât est cassé se trouve être victime d'une voie d'eau considérable. Une fois les dégâts réparés, il reprend sa route aux côtés du François-d'Argouges. Le 24 janvier 1693, les deux navires prennent communément la Marguerite (d'Amsterdam) au sud-ouest d'Ouessant.[réf. nécessaire]
Il est aussi propriétaire et armateur du cinquante tonneaux, le Délice, aussi nommé la Marie de Granville. Ce bâtiment est attaqué en novembre 1693 par un navire flessinguais, le Chien[réf. nécessaire]
En mars 1694, Jacques Couraye du Parc prend le commandement du Saint-Jean-l'Evangéliste, navire de cent cinquante tonneaux et soixante-dix hommes, armé à Granville en guerre et marchandise. De retour de sa campagne de pêche à Terre-Neuve, il dirige le morutier vers Marseille pour décharger sa cargaison de morues mais est pris par le Cracfeu, navire anglais de vingt-six canons et amené au port de Cadix. [réf. nécessaire]
À partir de ce moment, il se consacre à ses armements, participant aux armements en course du Saint-André et du Saint-Jean-l'Evangéliste.[réf. nécessaire]
Le 17 juillet 1695, il acquiert l'office de "receveur des fermes du roi au bureau des traites foraines et consommation de poisson" à Granville [réf. nécessaire] et à partir de 1702, sa signature est suivie de la mention "notaire royal".[réf. nécessaire]
Il épouse à Granville en 1670 Marie Le Breton, fille de Nicolas Le Breton et de Perrette Hugon dont il aura notamment : Thomas, Jacques et Jean Couraye du Parc.[réf. nécessaire]

## Sources
- Dictionnaire des capitaines corsaires granvillais, Anne Cahierre, ingénieur d'études honoraire en sciences humaines au Centre national de la recherche scientifique (CNRS), Collection Numéro 2, sources inédites sur l'histoire du département de la Manche, pages 115, 116 et 117.